# Rue Louis-Niquet
La rue Louis-Niquet est une rue de Lille, dans le Nord, en France. 

## Situation et accès
Située dans le quartier de Lille-Centre, la rue Louis-Niquet est une voie parallèle à la rue du Molinel, qui relie sur la rue Sainte-Anne à la rue Saint-Genois.
Elle est desservie par la station Gare Lille-Flandres, une station de métro française du métro de Lille. Inaugurée le 25 avril 1983 pour accueillir la première ligne de métro dans le quartier de Lille, Lille-Centre, elle accueille depuis le 3 avril 1989 la seconde ligne.

## Origine du nom
Elle porte le nom de Louis Niquet (°Lille 1756), commandant en chef des Canonniers lillois (Confrèrie de Sainte-Barbe en 1789) qui s'illustra au siège de 1792, lors du Bombardement.

## Historique
Appelée à l'origine « rue d'Antoing » elle prend son nom actuel en 1897.

## Bâtiments remarquables et lieux de mémoire
La rue se trouve à proximité de:
- l'église Saint-Maurice[2]
- la gare de Lille-Flandres